# 格拉納達省
格拉納達省（西班牙語：Provincia de Granada）為西班牙南部的一個省份，位於安達魯西亞自治區的東部。它的周圍有馬拉加省、科爾多瓦省、哈恩省、阿爾瓦塞特省、穆爾西亞省、阿爾梅里亞省以及地中海。
格拉納達省土地面積為 12,635 km²，人口有 818,959（2002年），其中30％居住在首府格拉納達。

## 人口

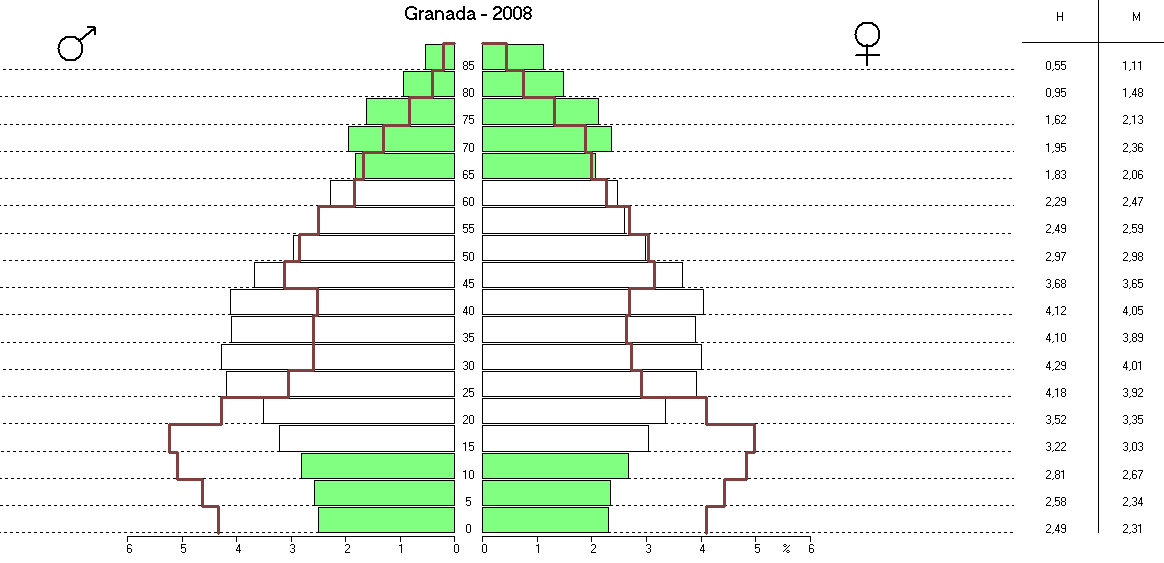
人口年龄性别分布图

| 人口变化图 |
|            |
| 来源：INE  |

## 图集

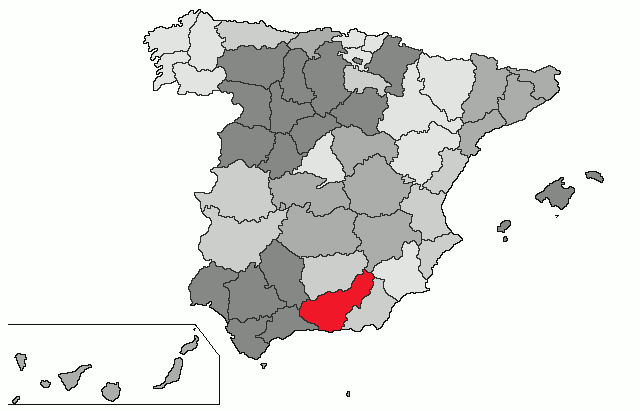
格拉納達省
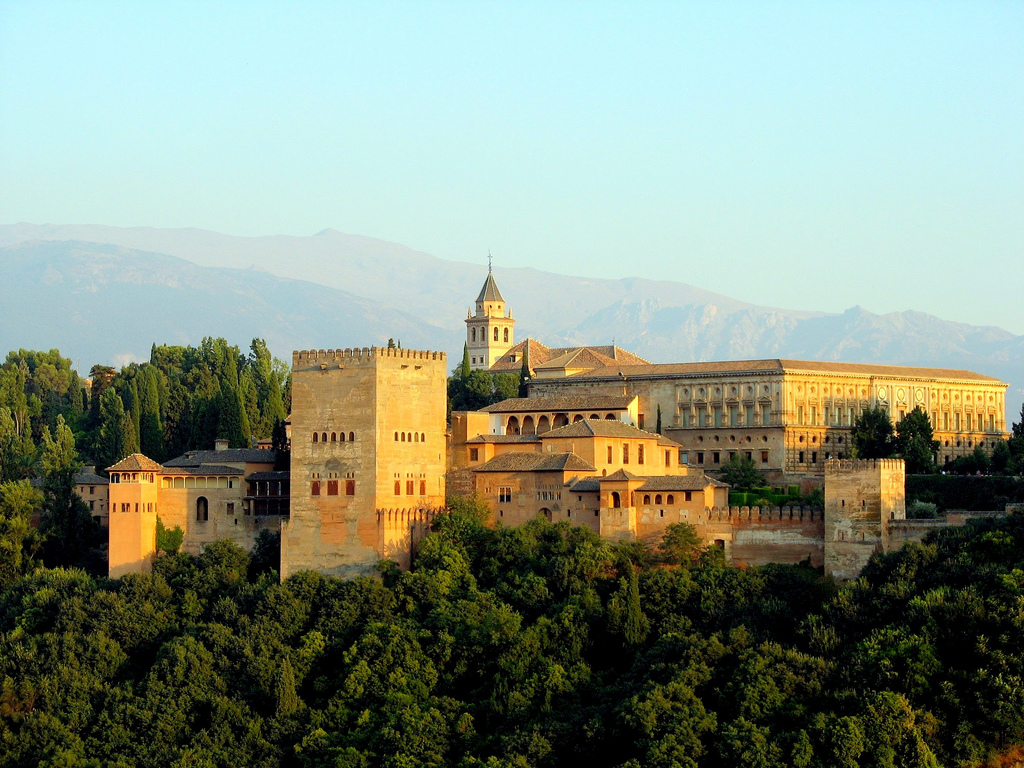
格拉纳达
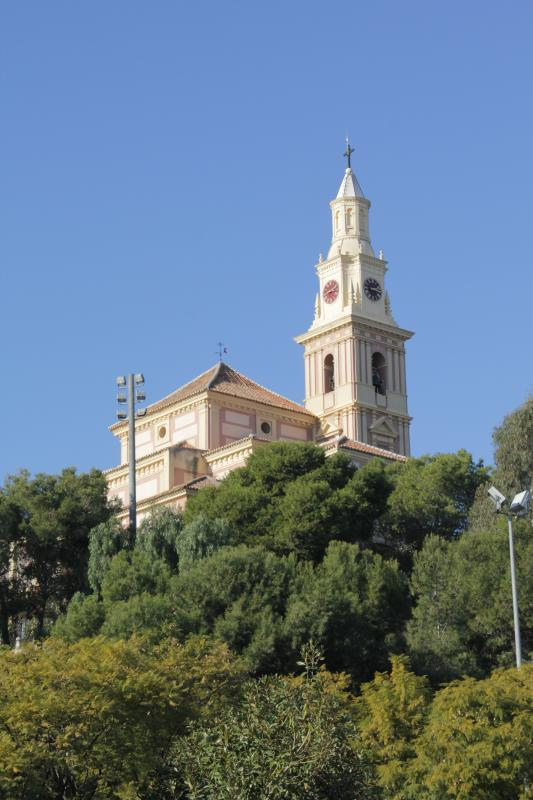
莫特里尔
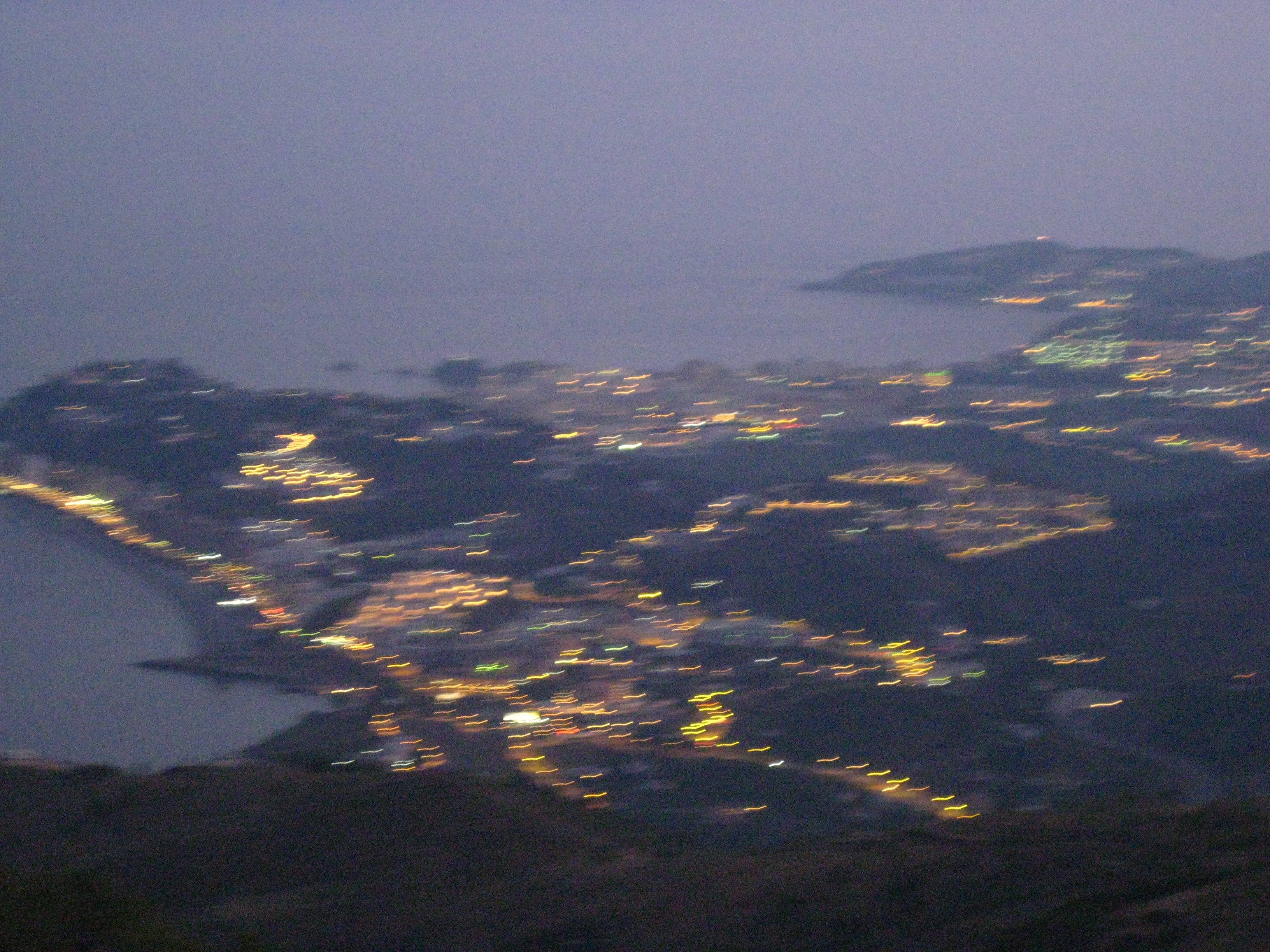
阿尔穆涅卡尔
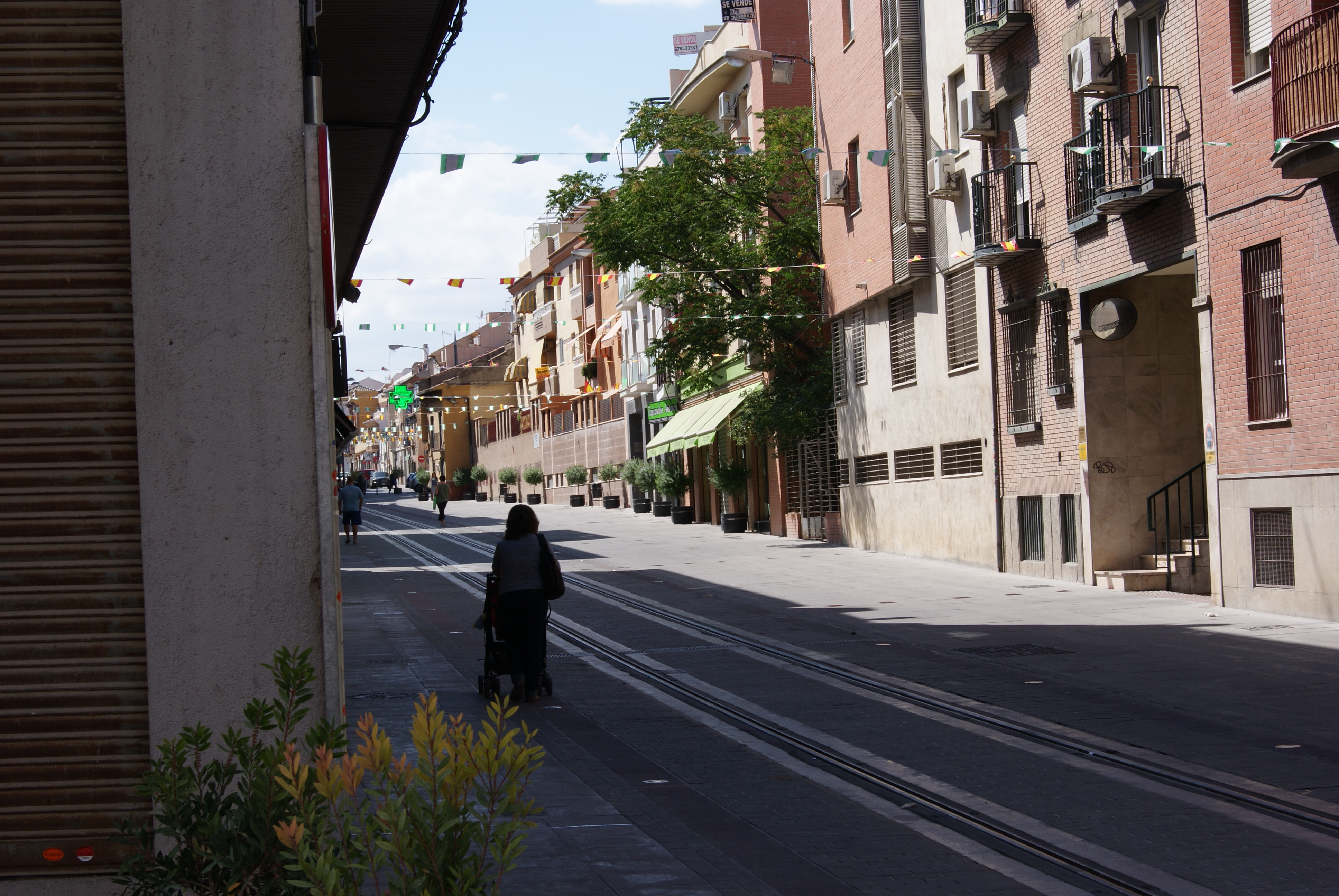
阿尔米利亚
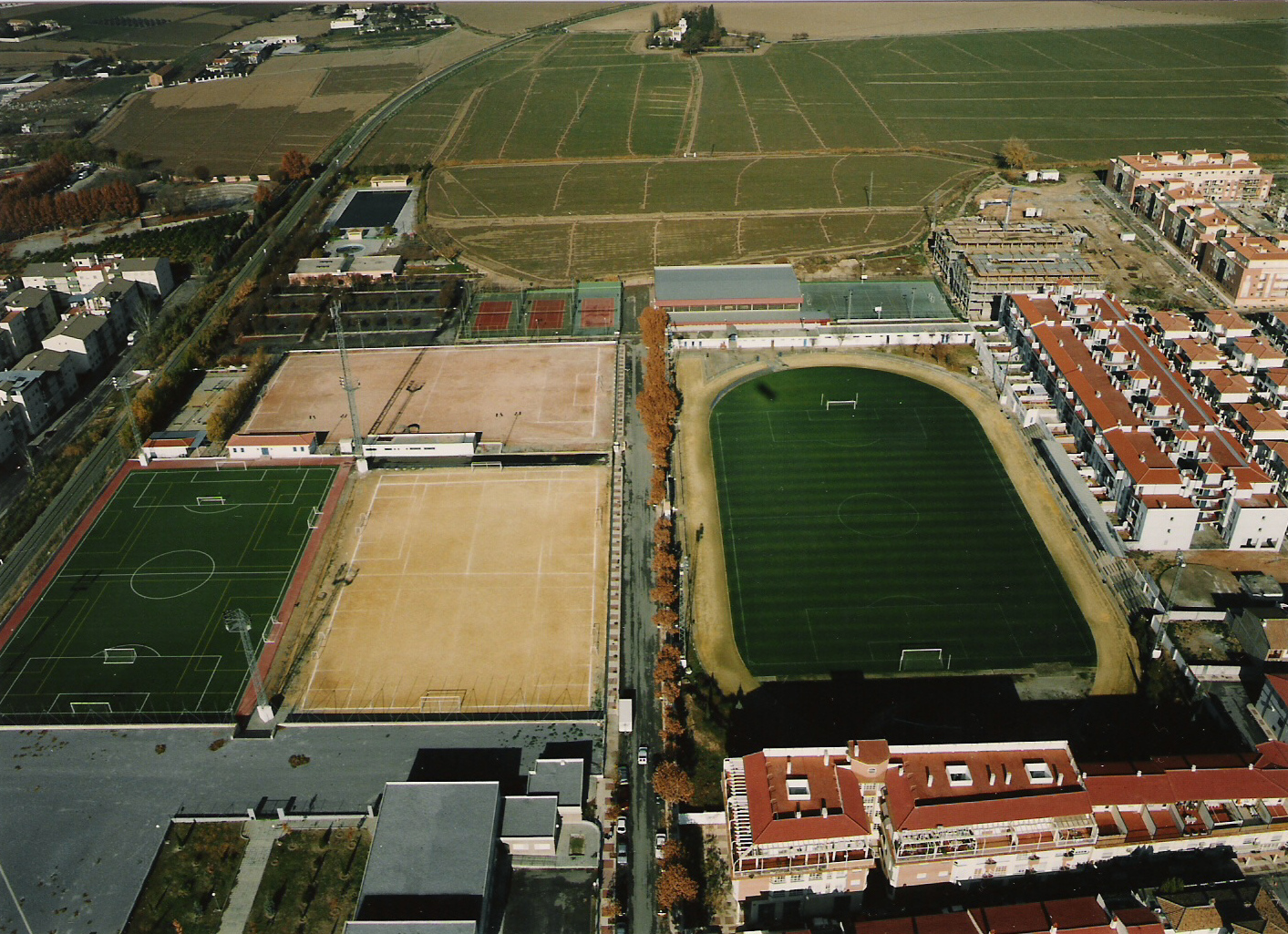
马拉塞纳